# Magic Sam
Samuel "Magic Sam" Maghett (14 de febrero de 1937 - 1 de diciembre de 1969) fue un guitarrista y cantante de blues estadounidense. Compositor de clásicos del género como "All Your Love", "Easy Baby" y "Feelin' Good (We're Gonna Boogie)" y uno de los fundadores del sonido Chicago West-Side moderno. Murió en Chicago, Illinois en el año 1969 con sólo 32 años de edad.

## Vida y carrera
Maghett se mudó a Chicago en 1956, donde su forma de tocar la guitarra le valió contrataciones en clubes de blues del West Side.  Grabó sencillos para Cobra Records de 1957 a 1959, incluidos "All Your Love" y "Easy Baby". No alcanzaron las listas de éxitos, pero tuvieron una profunda influencia, mucho más allá de los guitarristas y cantantes de Chicago. Junto con las grabaciones de Otis Rush y Buddy Guy (también artistas de Cobra), el West Side Sound fue un manifiesto de un nuevo tipo de blues.  Por esta época, Magic Sam trabajó brevemente con Homesick James Williamson .  Magic Sam ganó seguidores antes de ser reclutado por el ejército de los EE. UU. Cumplió seis meses de prisión por deserción y recibió una baja deshonrosa. 
En 1963, su sencillo "Feelin' Good (We're Gonna Boogie)" ganó atención nacional. Realizó exitosas giras por Estados Unidos, Gran Bretaña y Alemania. Firmó con Delmark Records en 1967, para lo cual grabó West Side Soul y Black Magic.  Continuó actuando en vivo y realizó giras con una banda que incluía al arpista de blues Charlie Musselwhite, al futuro comandante Cody y al bajista de His Lost Planet Airmen, "Buffalo" Bruce Barlow, y al baterista Sam Lay. La gran actuación de Magic Sam fue en el Ann Arbor Blues Festival en 1969,  lo que le valió muchas reservas en Estados Unidos y Europa. A veces actuaba con su tío, Shakey Jake Harris. 

## Muerte
Su carrera se vio truncada cuando murió repentinamente de un ataque cardíaco en diciembre de 1969.  Tenía 32 años. Magic Sam fue enterrado en el cementerio Restvale, en Alsip, Illinois . Le sobrevivió su esposa, Georgia Maghett.  En febrero de 1970, la Butterfield Blues Band tocó en un concierto benéfico para Magic Sam, en Fillmore West en San Francisco. También en el cartel estaban Mike Bloomfield, Elvin Bishop, Charlie Musselwhite y Nick Gravenites. 

## Legado
El estilo de guitarra, la voz y la composición de canciones de Magic Sam han inspirado e influenciado a muchos músicos de blues. "Magic Sam tenía un sonido de guitarra diferente", dijo su productor discográfico, Willie Dixon. "La mayoría de los chicos tocaban blues puro de 12 compases, pero las armonías que él llevaba con los acordes eran algo completamente diferente. Esta canción, "All Your Love", la expresó con un sentimiento tan inspirador con su voz aguda. Siempre se le notaba, incluso desde su introducción a la música". 
Su grabación del popular estándar de blues "Sweet Home Chicago" en 1967 ha sido identificada como una de las interpretaciones más logradas de la canción. El autor Stephen Thomas Erlewine escribe: 

Él [Magic Sam] no sólo hace suyo "Sweet Home Chicago" (ninguna versión anterior o posterior es tan definitiva como esta), sino que también crea el sonido de blues moderno de alto voltaje, con inyección de alma, que todo el mundo ha emulado y nadie ha superado. los años transcurridos desde entonces.

Para la interpretación de la canción en la película de 1980 The Blues Brothers,  el personaje de John Belushi anuncia: "dedicado al difunto gran Magic Sam".

## Premios y reconocimientos
- 1982: Blues Foundation Blues Music Award por Magic Sam Live en la categoría Álbum vintage o reedición del año (EE. UU.) [12]
- 1982: Salón de la Fama de la Blues Foundation, incorporación como intérprete [13]
- 1984: Salón de la Fama de la Blues Foundation, West Side Soul seleccionado en la categoría Clásicos de Grabaciones de Blues - Álbumes [13]
- 1990: Salón de la Fama de la Blues Foundation, Black Magic seleccionado en la categoría Classics of Blues Recordings - Albums [13]

## Discografía

### Sencillos
| Título                        | Sello          | Año  | Compositor                                              |
| ----------------------------- | -------------- | ---- | ------------------------------------------------------- |
| "All Your Love"               | Cobra (5013A)  | 1957 | Sam Maghett                                             |
| "Love Me with a Feeling"      | Cobra (5013B)  | 1957 | Hudson Whittaker a.k.a. Tampa Red                       |
| "Everything Gonna Be Alright" | Cobra (5021A)  | 1958 | Willie Dixon                                            |
| "Look Whatcha Done"           | Cobra (5021B)  | 1958 | Maghett                                                 |
| "All Night Long"              | Cobra (5025A)  | 1958 | Dixon                                                   |
| "All My Whole Life"           | Cobra (5025B)  | 1958 | Dixon                                                   |
| "Easy Baby"                   | Cobra (5029A)  | 1958 | Dixon                                                   |
| "21 Days in Jail"             | Cobra (5029B)  | 1958 | Dixon, L.P. Weaver                                      |
| "Mr. Charlie"                 | Chief (C7013A) | 1960 | Maghett                                                 |
| "My Love Is Your Love"        | Chief (C7013B) | 1960 | Maghett                                                 |
| "Square Dance Rock Part 1"    | Chief (C7017A) | 1960 | Maghett, Boyd Atkins                                    |
| "Square Dance Rock Part 2"    | Chief (C7017B) | 1960 | Maghett, Boyd Atkins                                    |
| "Every Night About This Time" | Chief (C7026A) | 1961 | Antoine Domino Jr. a.k.a. Fats Domino, Dave Bartholomew |
| "Do the Camel Walk"           | Chief (C7026B) | 1961 | Maghett, Mel London                                     |
| "Blue Light Boogie"           | Chief (C7033A) | 1961 | Jessie Mae Robinson                                     |
| "You Don't Have to Work"      | Chief (C7033B) | 1961 | Maghett                                                 |
| "Out of Bad Luck"             | Crash (A425)   | 1966 | Maghett, Al Benson                                      |
| "She Belongs to Me"           | Crash (B425)   | 1966 | Maghett, Al Benson                                      |

### Álbumes
| Título                                                                  | Sello       | Año  |
| ----------------------------------------------------------------------- | ----------- | ---- |
| West Side Soul                                                          | Delmark     | 1967 |
| Black Magic                                                             | Delmark     | 1968 |
| Raw Blues Live 1969                                                     | Rock Beat   | 1969 |
| The Late Great Magic Sam                                                | L+R         | 1980 |
| Magic Sam Live                                                          | Delmark     | 1981 |
| Magic Touch                                                             | Black Magic | 1981 |
| The Magic Sam Legacy                                                    | Delmark     | 1989 |
| Give Me Time                                                            | Delmark     | 1991 |
| With a Feeling!: The Complete Cobra, Chief & Crash Recordings 1957-1966 | Westside    | 2001 |
| Rockin' Wild in Chicago                                                 | Delmark     | 2002 |
| Live at the Avant Garde                                                 | Delmark     | 2013 |